# Béklyó (buddhizmus)
A béklyó, bilincs vagy lánc (páli: szamjódzsana, szanyjodzsana, szannyodzsana) a buddhizmusban mentális akadály, amely az érző lényeket a szenvedéssel (dukkha) járó lét forgatagához (szamszára) láncolja. A béklyók levetésével elérhető a Nirvána (páli; szanszkrit: nirvána).

## A szenvedés béklyója
A páli kánonban a "béklyó" kifejezés mindenhol egy olyan intrapszichikus jelenségre vonatkozik, amely a személyt a szenvedéshez láncolja. Például a Khuddaka-nikája Itivuttaka 1.15-ben Buddha azt mondja:
"Szerzetesek, nincs még egy olyan béklyó — amelyekkel összebilincselve a lények egyre csak vándorolnak [életeken át] hosszú-hosszú ideig — mint a sóvárgás béklyója..."
Máshol a béklyó okozta szenvedést sokkal burkoltabban mutatják be, mint például a következő beszédben a SN 35.232-ben, ahol a tiszteletreméltó Száriputta beszélget Kotthitával:
Kotthita: "Hogy van az, barátom Száriputta, a fül a hangok béklyója vagy a hang a fül béklyója?..."
Száriputta: "Barátom Kotthita, a fül nem a hang béklyója, sem a hang a fül béklyója, hanem inkább a kettő függvényében fellépő vágy és a sóvárgás: az jelenti a béklyót...."

## A béklyók listája
A páli kánonba tartozó Szutta-pitaka és az Abhidhamma-pitaka különbözőképpen sorolja fel a béklyókat.

### A Szutta-pitakában szereplő tíz béklyó
A Szutta-pitaka béklyói:
1. én-képzet (páli: szakkája-ditthi)[9]
2. bizonytalanság, főleg a tanításokkal (vicsikiccsá) kapcsolatban[10]
3. szertartásokhoz való ragaszkodás (szílabbata-parámásza)[11]
4. érzéki vágy (kámaccsando)[12]
5. rosszindulat (vjápádo vagy bjápádo)[13]
6. vágy a formára, újjászületés vágya (rúparágo)[14]
7. vágy a formanélkülire, újjászületés vágya (arúparágo)[14]
8. gőg (mána)[15]
9. nyughatatlanság (uddhacsa)[16]
10. tudatlanság (avidjá)[17]

A fenti táblázat a Szutta-pitaka-féle felosztásban mutatja be, hogy az első öt béklyó az "alacsonyabb béklyók" (orambhágijáni szamjodzsanáni), amelyet hátrahagyva nem-visszatérő szakaszba lehet érni. Az utolsó öt béklyó a "magasabb béklyók" (uddhambhágijáni szamjodzsanáni), amelyek hátra hagyásával lehet eljutni az arahant szintre.

### A három béklyó
Mind a Szangíti-szutta (DN 33) és a Dhammaszangani (Dhs. 1002-1006) úgy utal a "három béklyóra", mint az előbb említett Szutta-pitaka tízes listájának első három pontjára:
1. én-képzet (szakkája-ditthi)
2. bizonytalanság (vicsikiccsá)
3. szertartásokhoz való ragaszkodás (szílabbata-parámásza)[19]

A kánon szerint a három béklyót hátra hagyta a folyamba-lépő és az egyszer-visszatérő.

### Az Abhidhamma-pitaka tízes listája
Az Abhidhamma-pitaka Dhamma-szanganí (Dhs. 1113-34) egy másfajta tízes listát közöl, amely szintén szerepel a Khuddaka-nikája Csulla Niddesza (Nd2 656, 1463) és egyéb poszt-kanonikus szövegmagyarázatokban is. A tízes lista a következő:
1. érzéki vágy (páli: kāma-rāga)
2. harag (patigha)
3. gőg (mána)
4. téves nézetek (ditthi)
5. kétség (vicsikiccsá)
6. szertartásokhoz való ragaszkodás (szílabbata-parámásza)
7. létszomj (bhava-rága)
8. féltékenység (isszá)
9. kapzsiság (maccsarija)
10. tudatlanság (avidjá).

A szövegmagyarázatokban szerepel, hogy a téves nézetek, a kétség, a szertartásokhoz való ragaszkodás, a féltékenység és a kapzsiság a megvilágosodás első szakaszában megszűnnek (szotápatti); az érzéki vágy és a harag durvább formái a második szakaszban (szakadágámitá) a finomabb formái pedig a negyedikben (anágámitá) szűnnek meg. A gőg, a létszomj és a tudatlanság a legutolsó szakaszban foszlanak szét (arahatta).

### Háztulajdonosokkal (világi buddhisták) kapcsolatos béklyók
Egyedülálló módon a Szutta-pitaka "Pótalija" (a háztulajdonos) szuttában (MN 54) szerepel nyolc béklyó (amelyből három az ötös fogadalom része):
(1) élet kioltása (pánátipáto)
(2) lopás (adinnádánam)
(3) hamis beszéd (muszávádo)
(4) rágalmazás (piszuná)
(5) kapzsiság (giddhilobho)
(6) undor (nindároszo)
(7) harag és rosszindulatúság (kodhúpájászo)
(8) gőg (atimáno)

## Bibliográfia
- Bodhi, Bhikkhu (2000). The Connected Discourses of the Buddha: A Translation of the Samyutta Nikaya. Somerville, MA: Wisdom Publications. ISBN 0-86171-331-1.
- Bodhi, Bhikkhu (2005). MN 10: Satipatthana Sutta (MP3 audio fájl)] - www.bodhimonastery.net[halott link]
- Gethin, Rupert (1998). The Foundations of Buddhism. Oxford: Oxford University Press. ISBN 0-19-289223-1.
- Gunaratana, Henepola (2003). Satipatthana Sutta [MP3]. High View, WV: Bhavana Society.
- Harvey, Peter (1990/2007). An introduction to Buddhism: Teachings, history and practices. Cambridge: Cambridge University Press. ISBN 0-521-31333-3.
- Ñāṇamoli, Bhikkhu és Bhikkhu Bodhi (2001). The Middle Length Discourse of the Buddha: A Translation of the Majjhima Nikāya. Somerville, MA: Wisdom Publications. ISBN 0-86171-072-X.
- Nyanaponika Thera (ford.) (1974). Alagaddupama Sutta: The Snake Simile (MN 22). Kandy: Buddhist Publication Society, (2006) - www.accesstoinsight.org
- Rhys Davids, C.A.F. ([1900], 2003). Buddhist Manual of Psychological Ethics, of the Fourth Century B.C., Being a Translation, now made for the First Time, from the Original Pāli, of the First Book of the Abhidhamma-Piṭaka, entitled Dhamma-Sangaṇi (Compendium of States or Phenomena). Kessinger Publishing. ISBN 0-7661-4702-9.
- Rhys Davids, T.W. és William Stede (szerk.) (1921-5). The Pali Text Society’s Pali–English dictionary. Chipstead: Pali Text Society.
- Soma Thera (1998) (6. kiadás). The Way of Mindfulness: The Satipatthana Sutta and Its Commentary - www.accesstoinsight.org
- Thánisszaró Bhikkhu (ford.) (1997a). Sabbasava Sutta: All the Fermentations (MN 2) - www.accesstoinsight.org
- Thánisszaró Bhikkhu (ford.) (1997). Samaññaphala Sutta: The Fruits of the Contemplative Life (DN 2) - www.accesstoinsight.org
- Thánisszaró, Bhikkhu (ford.) (1997b). Sona Sutta: About Sona (AN 6.55). - www.accesstoinsight.org
- Thánisszaró Bhikkhu (ford.) (2000). Sanyojana Sutta: Fetters (AN 10.13) - www.accesstoinsight.org
- Thánisszaró Bhikkhu (ford.) (2001). The Group of Ones § 15 (Iti. 1.15) - www.accesstoinsight.org
- Thánisszaró Bhikkhu (ford.) (2005). Tissa Sutta: Tissa (SN 22.84). - www.accesstoinsight.org
- Upalavanna, Sister (ford.). To The Householder Potaliya (MN 54). - www.metta.lk
- Walshe, Maurice O'Connell (trans.) (1995). The Long Discourses of the Buddha: A Translation of the Dīgha Nikāya. Somerville: Wisdom Publications. ISBN 0-86171-103-3.